# Mistrovství světa v ledním hokeji 2014 (Divize III)
Mistrovství světa v ledním hokeji 2014 (Divize III) se hrálo v hale Patinoire de Kockelscheuer v Kockelscheueru u Lucemburku v Lucembursku od 6. do 12. dubna 2014.

## Účastníci
| Tým                     | Kvalifikace                                    |
| ----------------------- | ---------------------------------------------- |
| Bulharsko               | 6. místo v Divizi II 2013 - Skupina B a sestup |
| Severní Korea           | 2. místo v Divizi III 2013                     |
| Lucembursko             | Pořadatel, 3. místo v Divizi III 2013          |
| Spojené arabské emiráty | 6. místo v Divizi III 2013                     |
| Hongkong                | První účast od roku 1987                       |
| Gruzie                  | 4. místo v kvalifikaci divize III 2013         |

## Tabulka a zápasy
|  | Nejlepší tým, postupující do skupiny B divize II |

| Poř | Tým           | Z | V | VP | PP | P | GV | GI | +/- | B  |
| --- | ------------- | - | - | -- | -- | - | -- | -- | --- | -- |
| 1.  | Bulharsko     | 5 | 5 | 0  | 0  | 0 | 48 | 13 | +35 | 15 |
| 2.  | Severní Korea | 5 | 4 | 0  | 0  | 1 | 54 | 11 | +43 | 12 |
| 3.  | Lucembursko   | 5 | 3 | 0  | 0  | 2 | 43 | 16 | +27 | 9  |
| 4.  | Hongkong      | 5 | 1 | 1  | 0  | 3 | 17 | 27 | -10 | 5  |
| 5.  | SAE           | 5 | 1 | 0  | 1  | 3 | 14 | 34 | -20 | 4  |
| 6.  | Gruzie        | 5 | 0 | 0  | 0  | 5 | 3  | 78 | -75 | 0  |